# Белльон, Давид
Дави́д Белльо́н (фр. David Bellion; род. 27 ноября 1982, Севр) — французский футболист сенегальского происхождения, нападающий.

## Клубная карьера

### «Канн»
Давид родился во французской коммуне Севр в 1982 году. Он начал свою карьеру в «Канн», в возрасте 14 лет. Позже, летом 2001 года перешёл в английский клуб «Сандерленд». В юности он также был талантливым атлетом, соревнуясь в национальных чемпионатах и в 2001 году он выиграл забег на 60 метров.

## Достижения
- Манчестер Юнайтед
  - Кубок Англии: 2004
- Бордо
  - Чемпион Франции: 2008/09
  - Обладатель Кубка Французской лиги: 2008/09
  - Обладатель Суперкубка Франции: 2008
  - Серебряный призёр чемпионата Франции: 2007/08
  - Обладатель кубка Франции 2012/13
- Ред Стар
  - Чемпион Франции (Лига 3): 2014/15